# Zhengyang, Chongqing
Zhengyang (kinesiska: 正阳) är ett stadsdelsdistrikt i sydvästra Kina. Det ligger i stadsdistriktet Qianjiang i storstadsområdet Chongqing, omkring 210 kilometer öster om det centrala stadsdistriktet Yuzhong. Antalet invånare är 12 998. Befolkningen består av 6 346 kvinnor och 6 652 män. Barn under 15 år utgör 24,0 %, vuxna 15-64 år 67 %, och äldre över 65 år 8,0 %.